# St. Michael (Denklingen)

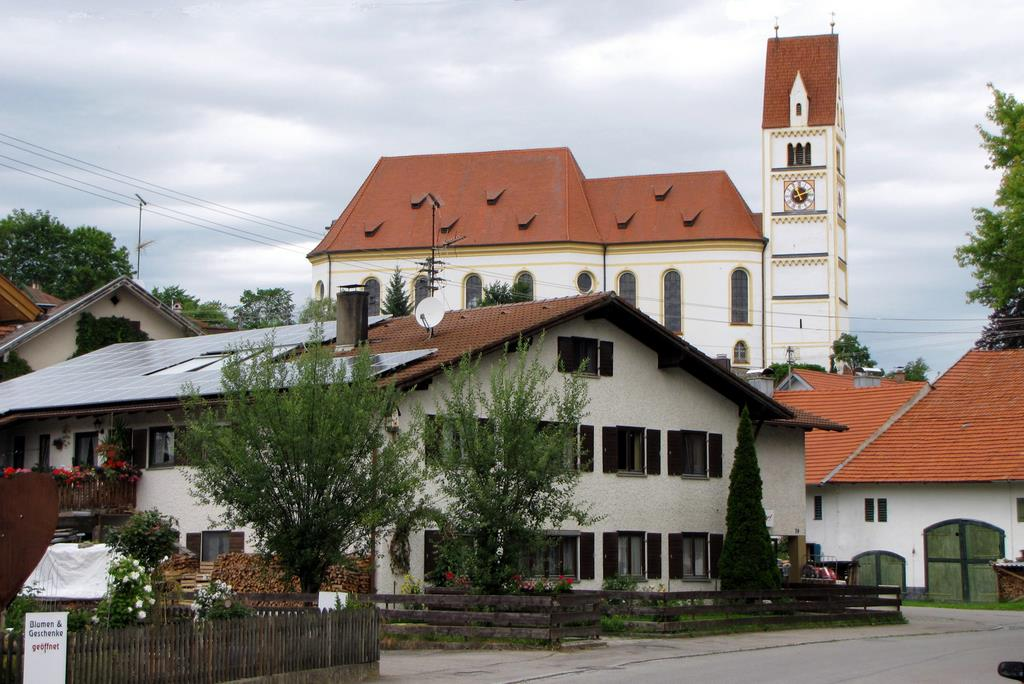
Ansicht vom Ort aus

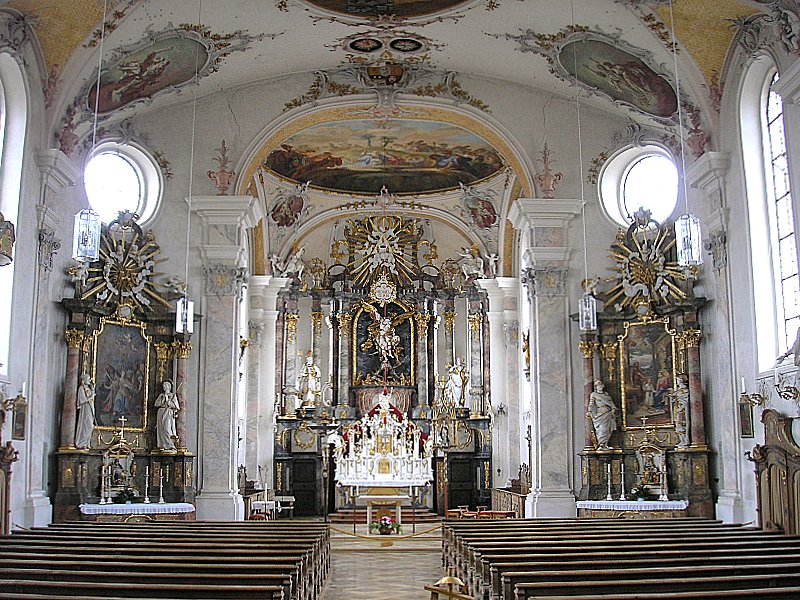
Innenraum nach Osten

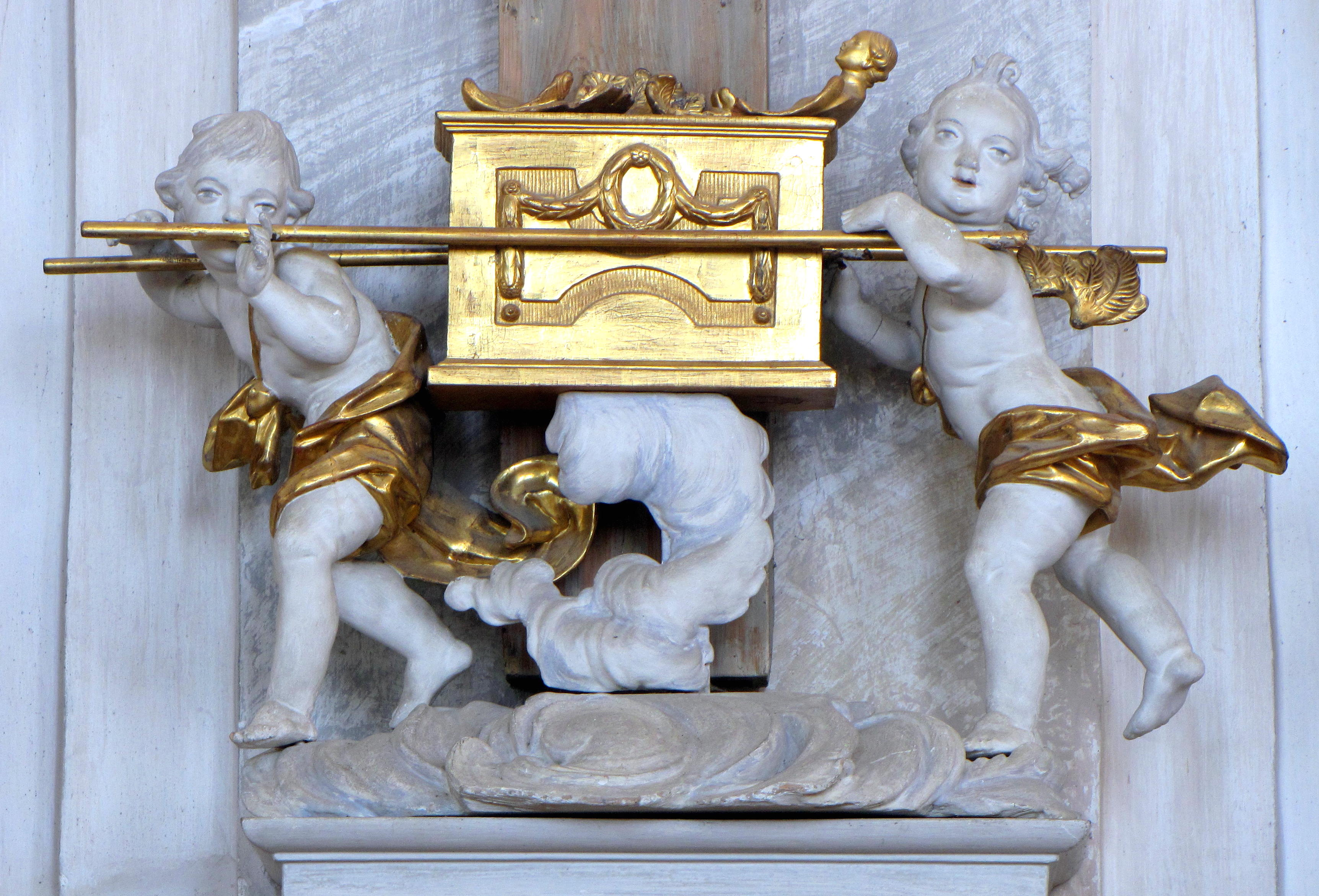
Putten tragen die Bundeslade

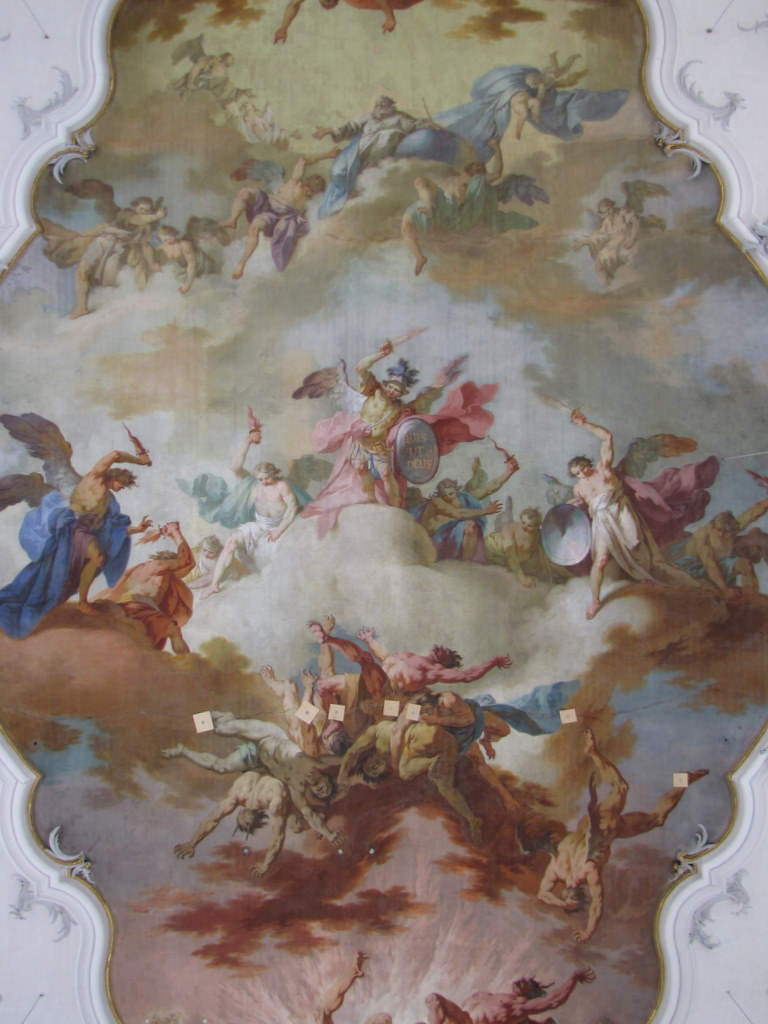
Luzifers Sturz, Deckenfresko im Langhaus

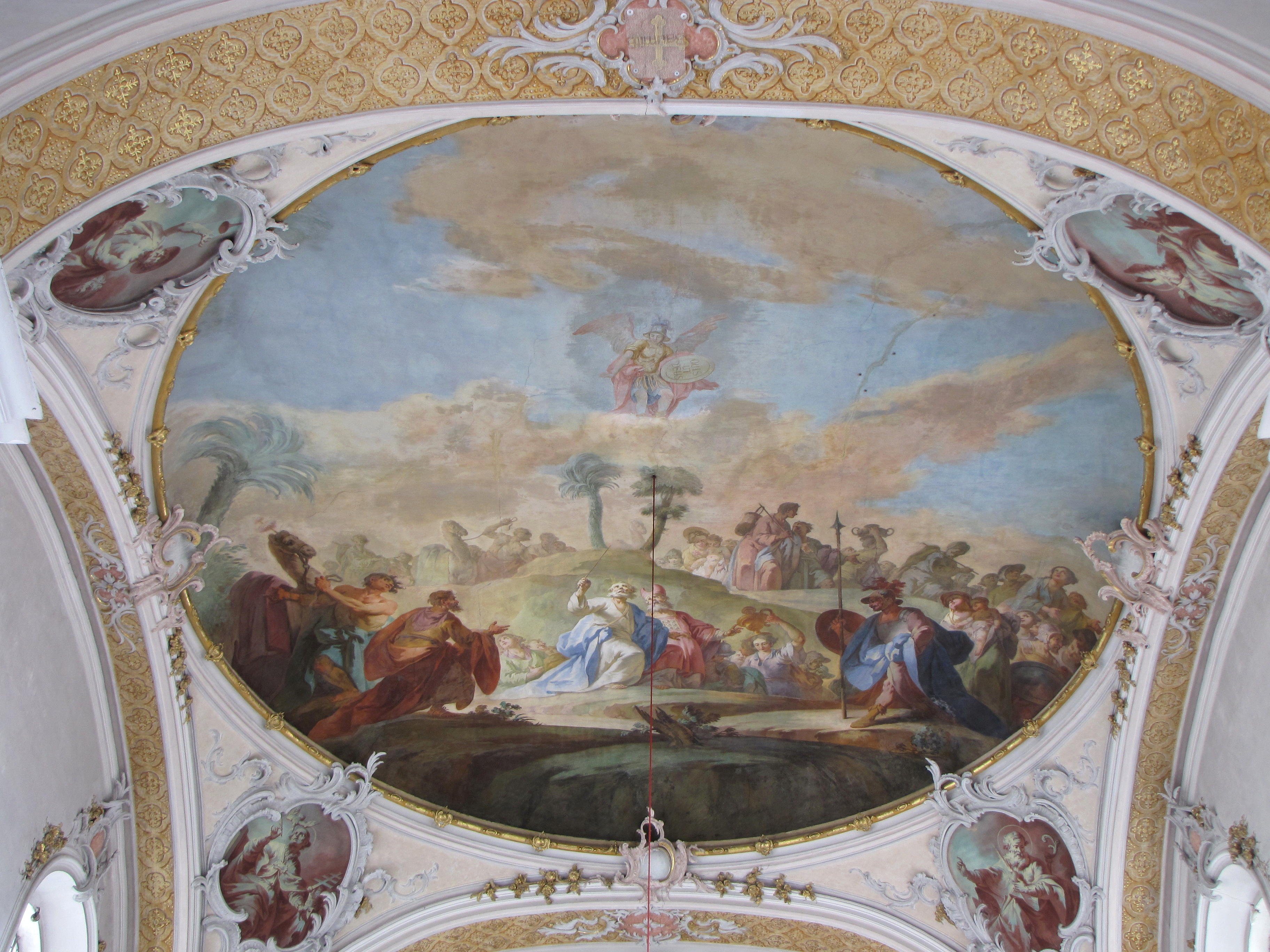
Zug des Volkes Israel durch die Wüste, Deckenfresko im Chor

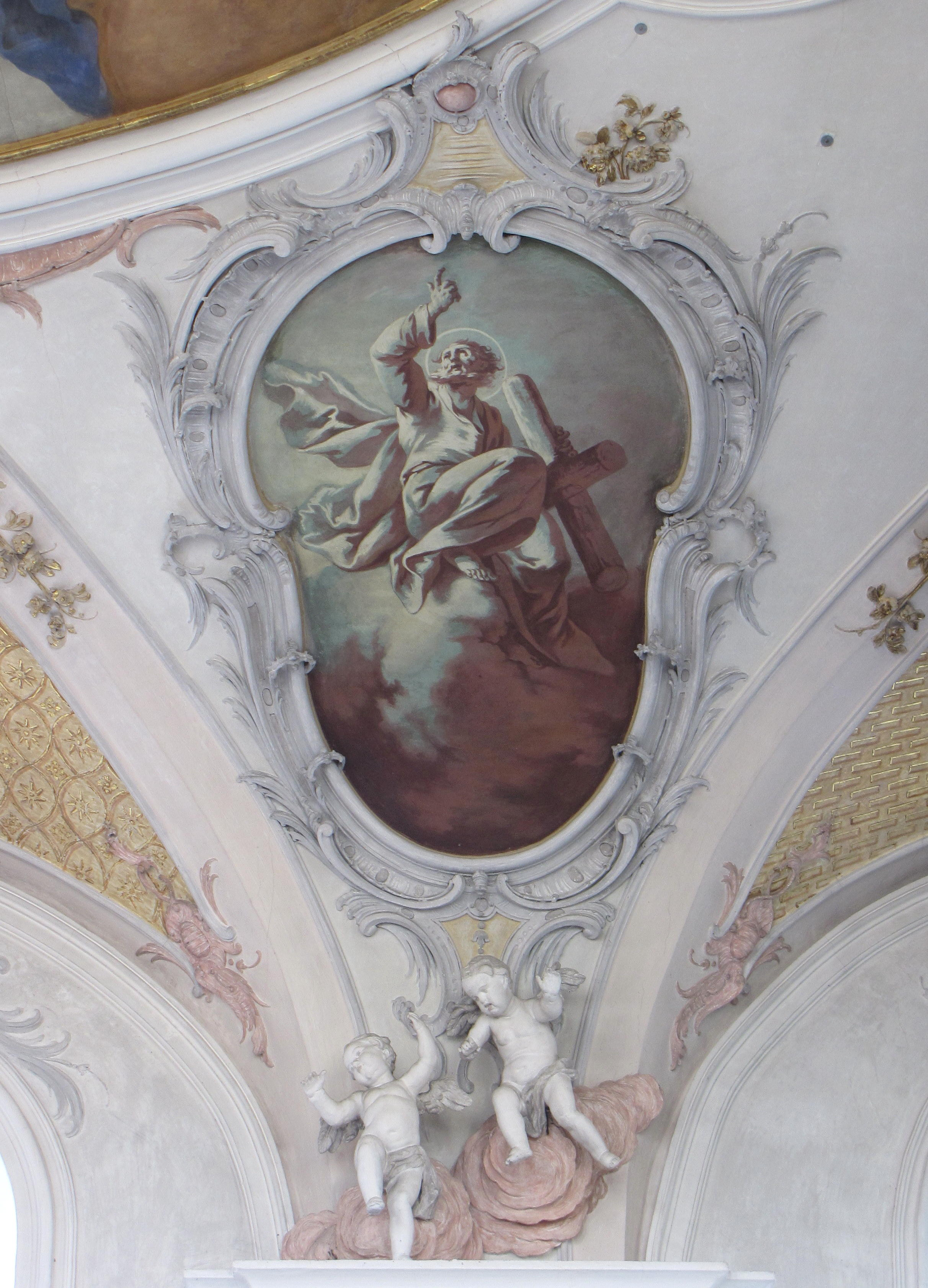
Hl. Apostel Petrus

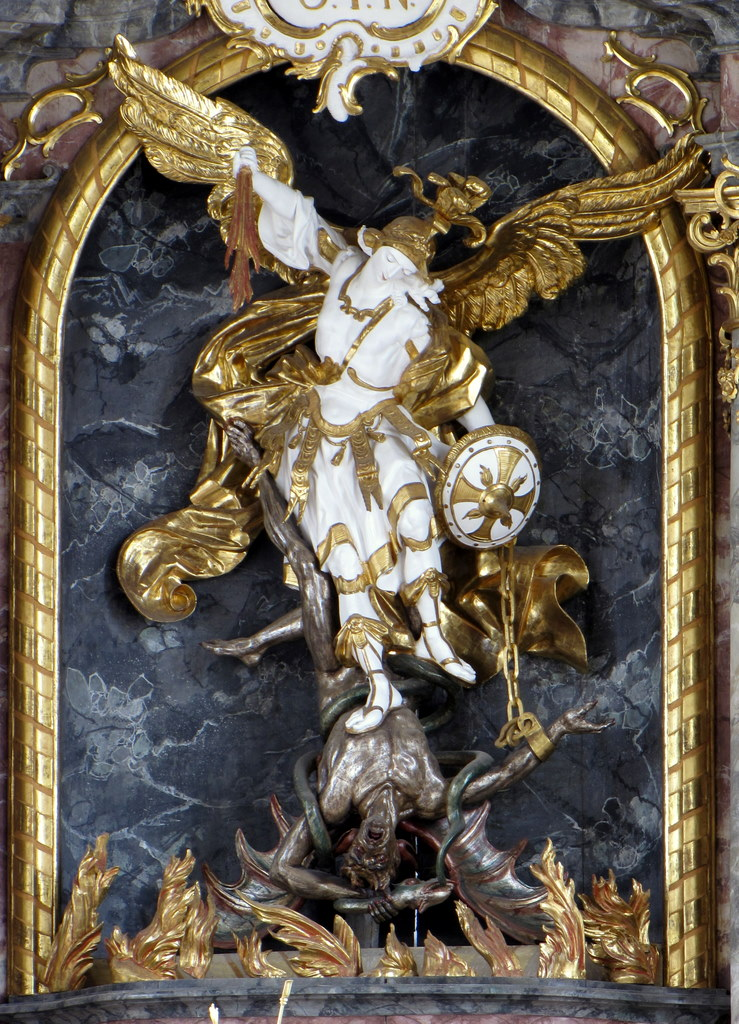
Figurengruppe Luzifers Sturz

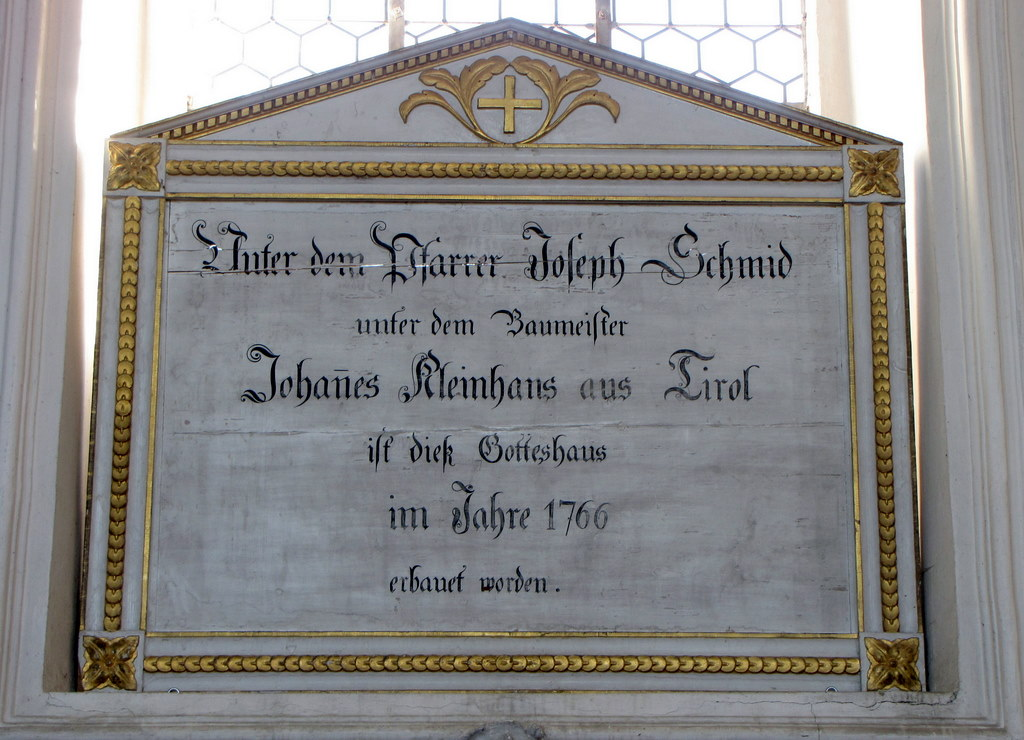
Gedenktafel

St. Michael ist die katholische Pfarrkirche von Denklingen im Landkreis Landsberg am Lech in Oberbayern. Der stattliche Sakralbau über dem Ort entstand in seiner heutigen Form weitgehend in der zweiten Hälfte des 18. Jahrhunderts.

## Geschichte
Die aus Richtung Landsberg schon von weitem sichtbare Kirche erhebt sich am Ende eines Altmoränenzugs und ist dem Erzengel Michael geweiht. Aufgrund der frühchristlichen Tradition, auf Anhöhen gelegene Kirchen dem Erzengel Michael zu weihen, ist anzunehmen, dass Michael auch schon der Patron der Vorgängerbauten war, die bis in die Zeit der Christianisierung durch Magnus von Füssen zurückreichen könnten.
Der 34 Meter hohe Turm der Kirche besitzt ein Satteldach, stammt aus dem Jahr 1407 und zeigt – trotz seiner Entstehung in der Spätgotik – wie viele andere süddeutsche Kirchenbauten dieser Zeit einen eher spätromanischen Charakter. Auf seiner Südseite befindet sich eine Steintafel mit dem Wappen der Rehlinger und der Inschrift a.d. 1407 iar hat herma nordang von augspurg denklinge ingehebt und sein hilf zu dem durn getan. Dem got gnad. Über den Turmstifter ist nicht mehr bekannt. Es könnte sich um einen in Peter von Schaumbergs Lehensbüchern verzeichneten Herman Ortolf handeln, der 1424 mit einer Hube, einem halben Hofe, einer Sölde und mit vielen Grundstücken zu Denklingen belehnt wurde, oder auch um einen nicht bekannten Herma(n) (N)Ordang, vermutlich ein vermögender Bürger oder bischöflicher Landvogt.
Anlass für den Turmbau dürfte das große Erdbeben im Januar 1348 gewesen sein, das viele Gebäude in der Umgebung beschädigte. Der Turm hatte bis 1638 ein spitzes, gotisch gehelmtes Dach, das von einem Sturm im Jahr 1638 abgerissen wurde und auf das Dach des Langhauses fiel. Die Schäden konnten wohl aufgrund der durch den Krieg verursachten Not nicht sofort behoben werden. Man diskutierte über Zwiebelhaube oder Satteldach und beauftragte erst 1663 den Schongauer Stadtzimmermeister Hans Jakob Klingensteiner, den Thurn mit 2 Schießer, sambt 2 Thürelen oder Nebenhäusle aufzumauren und gab damit dem Turm seine heutige Form mit steilem Satteldach und zwei Zwerchgiebeln.
Das 1688 für 250 Gulden eingebaute mechanische Uhrwerk ist nach wie vor im zweiten Stock des Turms erhalten, die Turmuhren werden aber mittlerweile elektrisch angetrieben.
Das ursprünglich östlich des Turms gelegene gotische Langhaus brannte beim Dorfbrand am 26. Mai 1668 ab und wurde zunächst durch einen Behelfsbau ersetzt. 1765 bis 1766 ließen die Denklinger ein neues Langhaus errichten, das nun entgegen der gotischen Tradition westlich des Turms angefügt wurde. Man habe sich entschlossen, die Pfarrkirche an einen komodlicheren Ort zu transferieren, schreibt dazu der damalige Heiligenpfleger und Forstmeister Joseph Anton Egger an den Bauherrn, den Augsburger Fürstbischof Joseph, Amtsinhaber des Hochstifts Augsburg. Fürstbischof Joseph spendete das für den Neubau benötigte Holz. Als Baumeister verpflichtete man den Tiroler Baumeister Franz Xaver Kleinhans, Baumeister des Domkapitels Augsburg sowie Hofbaumeister des Hochstifts.
Der Bau der Kirche dauerte zwei Jahre und kostete ohne Inneneinrichtung 15.862 Gulden.

## Ausstattung
Der Stuck im Innenraum stammt von dem bedeutenden Augsburger Stuckator Ignaz Finsterwalder. Als Altarbauer und Bildhauer wurde der kunstfertige Hindelanger Meister Johann Richard Eberhard verpflichtet. Um die Bildhauerarbeiten bewarb sich übrigens (vergeblich!) auch der Weilheimer Bildhauer Franz Xaver Schmädl.
Die Fresken der Kirche malte der junge, damals noch kaum bekannte spätere Augsburger Akademiedirektor Johann Joseph Anton Huber. Er stellte damit sein Können eindrucksvoll unter Beweis.
Für den Baumeister Kleinhans wurde, vermutlich zum 125-jährigen Bestehen der neuen Kirche, innen über dem Südportal eine Gedenktafel angebracht. Man hat dort allerdings den Vornamen verwechselt (Johannes statt Franz Xaver).
Das Deckenfresko über dem Chorraum schildert den Erzengel Michael als Führer des Volkes Israel durch die Wüste. Die Hände von Moses und Aaron weisen auf den Erzengel, der dem Volk in einer leuchtenden Wolke erscheint.
Im Hauptfresko an der Decke des Langhauses ist der Sturz Luzifers durch Michael dargestellt.
Das Deckenbild über der Orgelempore hat St. Michael als „Rächer gottgeweihter Orte“ auf dem Monte Gargano in Italien zum Thema.
Weitere Malereien Hubers befinden sich auch an den Emporenbrüstungen.
In den Stichkappen des Langhauses sind zwölf in weinrot-grüner Tonmalerei gehaltene Apostelbilder zu sehen. Die Stichkappen des Chores zeigen die vier großen westlichen Kirchenlehrer Ambrosius, Hieronymus, Augustinus und Papst Gregor den Großen.
Der sehenswerte Hochaltar, ein Hauptwerk von Johann Richard Eberhard, entstand um 1770/1780 und besteht in seinem rückseitigen Aufbau aus grau marmoriertem Holz. Ein vergoldetes Flachrelief (Bereitung des Grabes Christi) schmückt das Antependium. Kernstück des Altars ist jedoch die lebensgroße, weiß, golden und silbern gefasste Figurengruppe von Luzifers Sturz. Zwischen den Altarsäulen stehen die ebenfalls weiß und golden gefassten Figuren der Hll. Ulrich und Afra. Besonders aufwändig ausgeführt ist der ganz in Weiß gefasste Tabernakel mit seinen vielen Putten und schönen Reliefs sowie vergoldetem Rocailledekor.
Bei den Seitenaltären handelt es sich um Arbeiten des späten 18. Jahrhunderts (Datierung durch den Fassmaler M. Fröhlich, 1797), wohl auch sie in der Werkstatt Eberhards entstanden. Eine Mitarbeit der beiden Söhne des Bildhauers ist hier jedoch anzunehmen. Figuren links: St. Xaver; Pietà; St. Rochus. Figuren am rechten Altar: St. Florian; Heilige Anna, Maria lehrend; St. Sebastian.
Rechts an der Wand im Kirchenschiff befindet sich eine lebensgroße Kreuzigungsgruppe aus der Zeit um 1800. Am Fuß des Kreuzes tragen zwei Putten die Bundeslade. Auch diese Arbeiten stammen allem Anschein nach aus der Eberhard-Werkstatt.
Die Kanzel besteht aus rotem und grauem Stuckmarmor. Sie entstand um 1770 und wird neuerdings dem Füssener Stuckator Joseph Fischer zugeschrieben. Der Zugang zur Kanzel führt durch eine Beichtstuhltür.
Das Chorgestühl mit seinen Zopfstil-Imitationen wurde erst 1902/1903 bei einer Renovierung angeschafft. Älter ist dagegen das Laiengestühl. Seine Eichenholzwangen mit zeittypischen Rocailleschnitzereien werden, ebenso wie die Beichtstühle, in die Zeit um 1770 datiert.
Aus der Vorgängerkirche sind mehrere Figuren des bedeutenden Landsberger Bildhauers Lorenz Luidl erhalten geblieben (Hll. Petrus und Paulus, Jesus als der Gute Hirte – alle Ende 17. Jahrhundert).
Im Nordportal befindet sich eine neuzeitliche Mariengrotte, im südlichen Vorzeichen steht in einer Nische hinter Gittern ein überlebensgroßer Kerkerheiland aus dem 18. Jahrhundert.
Die Orgel wurde 1878 erneuert und zu Maria Empfängnis (8. Dezember) 1878 zum ersten Mal vom Dorflehrer Joseph Heiler gespielt.

## Renovierungen
- 1854: Restaurierung der Kirche unter dem aus Bozen stammenden Pfarrer Joseph Ducrue, Anschaffung der neuen Orgel, die zu Maria Empfängnis (8. Dezember) 1878 zum ersten Mal vom Dorflehrer Joseph Heiler gespielt wurde
- 1903: Renovierung der Kirche unter Pfarrer Joseph Geiger, dabei wird das Chorgestühl erneuert
- 1907: Bau eines Leichenhauses und Erweiterung des Friedhofes nach Westen, unter Pfarrer Joseph Geiger
- 1950: Die neuen Kirchenglocken werden geweiht
- 1956/1957: Renovierung der Kirche unter Pfarrer Friedrich Heinzelmann. Die Fresken werden restauriert, die Fenster ersetzt. Die alten Glasmalereien gehen dabei verloren.
- 1996: Errichtung eines neuen Volksaltares und Ambos nach Plänen des Augsburgers Felix J. Landgraf, nachdem jahrelang nur ein Provisorium bestand.
- 1999/2000: Restaurierung der Sakristei, Renovierung des Hochaltares, Umgestaltung des Chorraumes, Neuelektrifizierung und neue Beleuchtungseinrichtung der Kirche unter Pfarrer Jakob Zeitlmeir.